# Образование Османской империи
Образование Османской империи — период, начавшийся с распада Конийского султаната около 1307 года до падения Константинополя 29 мая 1453 года.
Рост Османского государства соотносится с падением Византийской империи, которое произвело изменение во власти от исключительного христианского европейского общества к исламскому влиянию. Начало этого периода характеризовалось византийско-османскими войнами, которые длились в течение полутора веков. В это время Османская империя получила контроль и над Анатолией и над Балканским полуостровом.
Сразу же после установления анатолийских бейликов, некоторые тюркские княжества объединились с османами против Византии.
Турки-сельджуки постепенно продвигались из Средней Азии на запад, в то время как Византия была ослаблена внутренними распрями и частыми войнами с арабским халифатом. После победы в 1071 году над византийской армией в битве при Манцикерте они начали практически беспрепятственно расселяться по Анатолии. В конце XI века в центре Анатолии образовался Конийский султанат, примерно в это же время в северной и центральной Малой Азии находился эмират Дашнимендидов, в районе Эрзурума правили Салтукиды, в Эрзинджане — Менгджуки (Менгучегиды), в Диярбакыре — Иналогуллары.
В течение следующего века сельджуки заняли территории своих более слабых соседей, а в 1176 году конийский султан Кылыч-Арслан II наголову разбил армию византийского императора Мануила I Комнина в битве при Мириокефале, после чего сельджуки начали продвигаться к побережьям.
В первой половине XIII века на сельджуков с востока обрушились монголы. После битвы при Кёсе-даге в 1243 году конийский султан Кей - Хосров II стал вассалом монгольского хана, а впоследствии — ильханов из династии Хулагуидов Ирана. Сыновья последнего независимого султана Кей-Хосрова II стали оспаривать своё наследство при поддержке различных тюркских и монгольских группировок, в результате чего Малая Азия превратилась в конгломерат соперничающих бейликов. Одним из них стал Османский бейлик.

## Правление Османа I Гази

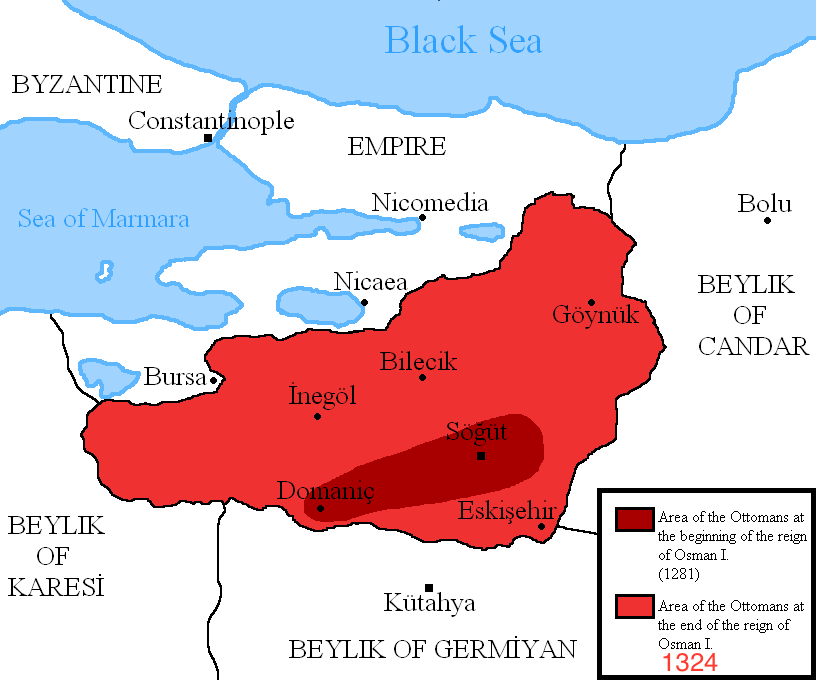
Рост Османского бейлика во время правления Османа I

Самые первые сведения об османах относятся к началу XIV века. Согласно сообщениям византийских источников, в 1301 году состоялось первое военное столкновение между армией Византии и армией под предводительством создавшего тогда же Османский бейлик сына вождя Огузского племени Кайи Эртогрула Османа I Гази, который незадолго до это захватил греческую крепость Инегёль.
После этой победы османов стало невозможно игнорировать. Византийский император Андроник II Палеолог, стремясь создать надёжный альянс против растущей угрозы, предложил одну из принцесс своего дома в жёны номинальному сюзерену Османа, а именно правителю персидского государства Хулагуидов Газан-хану, а затем, после смерти Газана, его брату Олджейту. 
Однако ожидаемая помощь людьми и оружием так и не пришла, и в 1303—1304 годах Андроник нанял испанских авантюристов-крестоносцев из «каталонской компании» для защиты своих владений от дальнейшего наступления турок. Как и большинство отрядов наёмников, каталонцы действовали по собственному усмотрению, призывая тюркских воинов (хотя и не обязательно османов) присоединиться к ним на европейской стороне пролива Дарданеллы. Лишь союз между Византийской империей и Сербским королевством воспрепятствовал тюркско-каталонскому наступлению.
Осман I, по-видимому, умер во время многолетней осады византийской крепости Бурса в 1323—1324 годах, оставив своему наследнику Орхану значительную территорию на северо-западе Малой Азии.

## Правление Орхана I

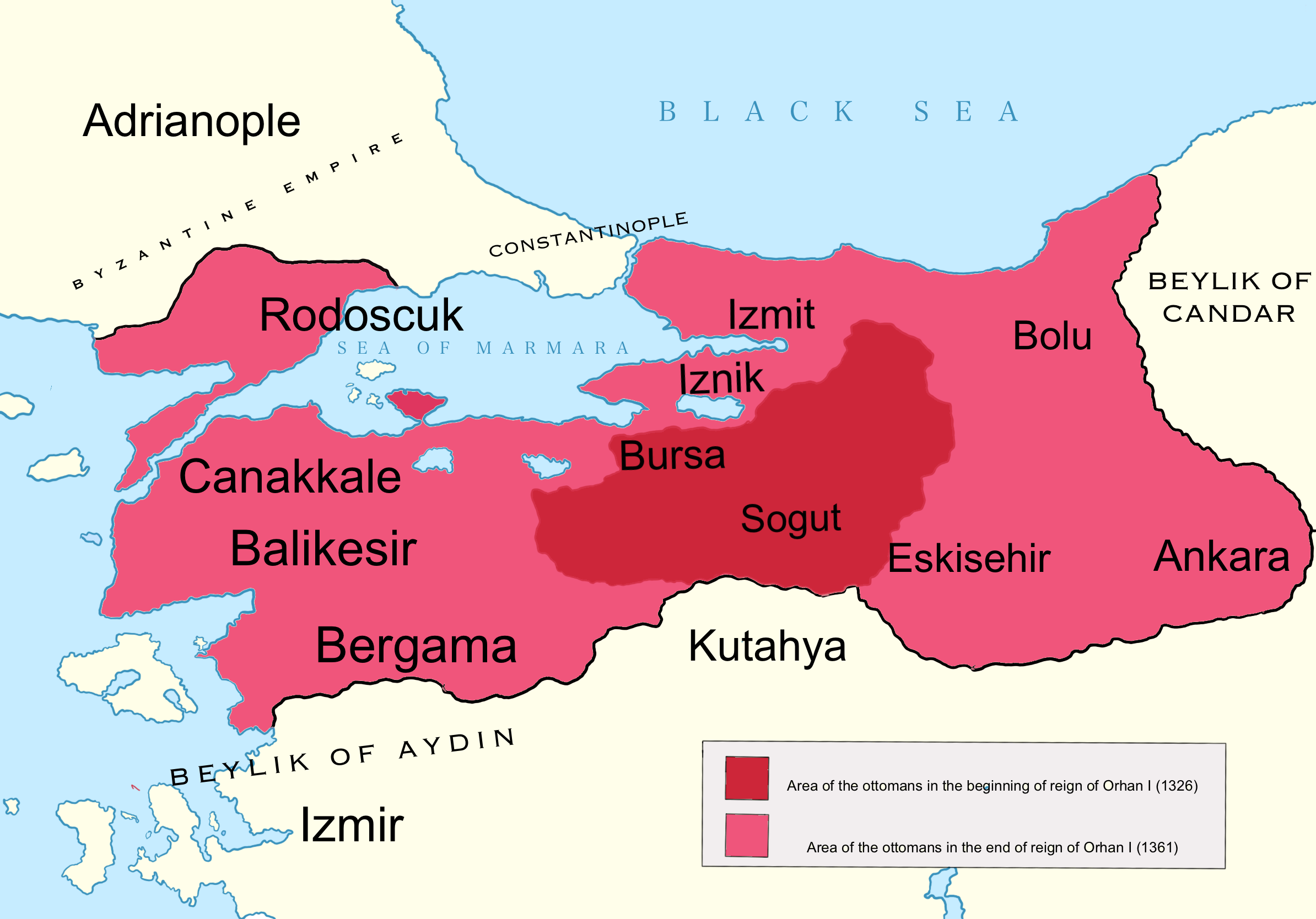
Рост османской территории при Орхане I

Орхан I, унаследовав Османский бейлик, перенёс столицу из Сёгюта в свежезахваченную Бурсу. Марокканский путешественник Ибн Баттута сообщает, что Орхан был главнейшим и богатейшим из нескольких турецких вождей, чьи дворы ему довелось посетить во время пребывания в Малой Азии в 1330—1332 годах.
В Византии после смерти императора Андроника III началась гражданская война. Орхан I и эмир Айдына Умур-бей пошли на союз с регентом сына Андроника Иоанном VI Кантакузином, и Орхан в 1346 году женился на его дочери Феодоре.
В 1350 году началась очередная венециано-генуэзская война, предметом которой был контроль над прибыльной торговлей в Чёрном море. Орхан I принял сторону Генуи, снабжая продовольствием как её флот, так и торговую колонию в Галате, а в 1352 году он заключил со своим союзникам договор. Также его войска помогали генуэзцам, когда Галата подверглась нападению венецианских и византийских войск.
В 1352 году по приглашению Иоанна IV Кантакузина отряд наёмных солдат, именуемых в хрониках «турками», разместился в византийской крепости Цимпе на северном берегу Дарданелл. Вскоре эти «турки» присягнули на верность сыну Орхана Сулейман-паше, и османы приобрели первый опорный пункт на Балканах.
В 1354 году произошло землетрясение, которое разрушило стены Гелиболу и превратило в развалины ряд других городов на северо-западном побережье Мраморного моря. Это ослабление византийских сил позволило османам расширить своё присутствие в Европе.
Византийский император Иоанн V Палеолог выдал за Халила, который был сыном Орхана, свою дочь Ирину в надежде, что Халил наследует своему отцу, и византийские и османские территории объединятся. При османской системе, где все сыновья имели теоретически равные шансы на престолонаследие, такая возможность была. Однако план провалился, поскольку место отца занял старший брат Халила — Мурад, которого отец сделал главнокомандующим на фракийской границе и который завоевал ещё при жизни отца земли в южной Фракии.

## Правление Мурада I
Мурад I, оставшись в Румелии (европейской части османских владений) после смерти отца, сделал своей столицей Эдирне. Византийский император Иоанн V Палеолог вынужден был подписать с турками унизительный договор, который через десять лет превратил его в фактического вассала турок. Славянские правители южных Балкан, почувствовав угрозу со стороны османов, объединились, чтобы выставить армию, но в 1371 году были разбиты на реке Марица, после чего были устранены все препятствия для продвижения османов в Македонию.
В 1373 году против Мурада выступил его сын Савджи, который вместе с наследником византийского престола Андроником IV в 1376 году взял Константинополь и сместил императора Иоанна V. Мурад лично подавил этот мятеж, осадив сына во Фракии. Савджи был схвачен и предан мучительной казни. Иоанн V, освободившись из заключения, при помощи султанских войск вернул Константинополь и сурово наказал своего сына.
В 1380-х годах Мурад продолжил наступление на запад. В 1385 году он взял Софию, а в 1386 году — Ниш. В Малой Азии территория государства была расширена до Токата путём присоединения бейликов Гермиян, Текке и Хамид. Несколько бейликов объединились в антиосманскую коалицию под руководством Карамана, но потерпели поражение в Конье в 1386 году. В 1389 годах турецкая армия под командованием Мурада и его сына Баязида разбила коалицию из сербских и боснийских правителей в битве на Косовом поле, хотя сам Мурад погиб. Трон Османской империи унаследовал сын Мурада, Баязид I.

## Правление Баязида I
Баязид жестоко отомстил за убийство отца, истребив большую часть сербской знати, находившейся на Косовом поле. Со Стефаном Вулковичем, сыном и наследником сербского князя Лазаря, погибшего в битве, султан заключил союз, по которому Сербия становилась вассалом Османской империи. Стефан, в обмен на сохранение привилегий его отца, обязался платить дань с серебряных рудников и предоставлять османам сербские войска по первому требованию султана. Сестра Стефана и дочь Лазаря, Оливера, была отдана замуж за Баязида.
Пока османские войска находились в Европе, малые анатолийские бейлики попытались вернуть контроль над территориями, отобранными у них османами. Но зимой 1389—1390 годов Баязид перебросил войска в Анатолию и провёл стремительную кампанию, покорив западные бейлики Айдын, Сарухан, Гермиян, Ментеше и Хамид. Тем самым, впервые османы вышли к берегам Эгейского и Средиземного морей, их государство делало первые шаги к статусу морской державы. Зарождавшийся османский флот опустошил остров Хиос, совершал набеги на побережье Аттики и пытался организовать торговую блокаду других островов в Эгейском море. Однако как мореплаватели османы ещё не шли ни в какое сравнение с представителями итальянских республик Генуи и Венеции.
В 1390 году Баязид завладел Коньей, столицей крупного бейлика Караман. Через год караманский бей Ала ад-дин ибн Халил возобновил войну против Баязида, но был разбит, взят в плен и казнён. После Карамана последовали завоевания Кайсери, Сиваса и северного эмирата Кастамону, что дало османам доступ к порту Синоп на Чёрном море. Большая часть Анатолии теперь находилась во власти Баязида.
В 1393 году, укрепив свою власть в Анатолии, Баязид продолжил завоевания на Балканском полуострове. К этому времени османы серьёзно ухудшили отношения с Венгрией, король которой, Сигизмунд, стал их главным врагом. Баязид с 1390 года регулярно инициировал набеги на южную Венгрию и за её пределы, в Центральной Европе растущую Османскую империю стали воспринимать как серьёзную угрозу. Валахия, стремившаяся избавиться от власти венгров, стала союзником турок. Король Сигизмунд потребовал от Баязида не вмешиваться в дела Болгарии, находившейся под венгерским покровительством, на что султан ответил отказом.
Сигизмунд стремился укрепить своё влияние в небольших государствах на османо-венгерской границе, создав тем самым барьер на пути турецких захватчиков. Король вторгся в Болгарию и взял крепость Никопол на Дунае, но вскоре оставил её, когда против него выступило большое турецкое войско. Армия Баязида в 1393 году овладела столицей Болгарии, городом Тырново. Болгарский царь Иоанн-Шишман, который при Мураде был вассалом османов, был схвачен и убит в 1395 году. Болгария окончательно утратила независимость и стала провинцией Османской империи. В 1394 году турки вторглись в Валахию и заменили про-венгерского правителя Мирчу своим вассалом Владом, которого вскоре сместили венгры. Болгария и Валахия должны были стать мощным заслоном против Венгрии.
В 1391 году на трон Византии взошёл новый император — Мануил II Палеолог. Султан вскоре потребовал у императора более крупной дани, продления вассальной зависимости и учреждения в Константинополе должности судьи (кади) для нужд мусульманского населения. Для подкрепления этих требований Баязид привёл к стенам города турецкую армию, которая по пути убивала или обращала в рабство фракийских греков-христиан. В 1393 году на азиатском берегу Босфора османы начали возведение крепости Анадолухисар. После семимесячной осады Мануил принял требования султана, но условия стали более жёсткими. Помимо создания в Константинополе исламского суда, в городе также размещался шеститысячный османский гарнизон и целый квартал города выделялся для мусульманских поселенцев.
В 1394 году турки вторглись в Грецию, захватили важные опорные пункты в Фессалии и продолжили вторжение в Морее. В то же время была завоевана большая часть Боснии. На долгие годы затянулось покорение Албании. В 1396 году венгерский король Сигизмунд организовал крестовый поход против османов, но объединённая европейская армия была полностью разгромлена в битве при Никополе. После поражения крестоносцев султан присоединил владения их союзника, видинского царя Ивана Срацимира, тем самым объединив под своей властью все болгарские земли. Разбив христианское войско, Баязид вернулся к Константинополю. Византийская столица находилась в осаде шесть лет, император Мануил II тщетно искал помощи у европейских правителей, византийцы спускались со стен и сдавались османам, казна была пуста и сдача города была близка.
Спасительным для Константинополя стало вторжение Тамерлана. Его послы прибыли ко двору Баязида с требованием покориться тюркскому завоевателю. Султан, преисполненный гордости и иллюзий, явно недооценивавший своего соперника, ответил оскорблением и призвал Тамерлана встретиться на поле боя. Вскоре огромная тюркская армия вторглась в Малую Азию. Тамерлан взял крепость Сивас, но не стал двигаться вглубь Анатолии, а отправился на завоевание Алеппо, Дамаска и Багдада. Осенью 1401 года армия Тамерлана вернулась к границам Малой Азии и осталась на зимовку. Летом 1402 года, когда тюркские войска двинулись в наступление, Баязид снял осаду с Константинополя и перебросил войска в Азию. В Ангорской битвы османские войска были полностью разгромлены, а сам Баязид попал в плен.

## Междуцарствие
После пленения Баязида (который умер в плену в 1403 году) началась борьба за власть между его сыновьями. Победителем в 1413 году стал самый младший — Мехмед.

## Правление Мехмеда I
Первой заботой султана Мехмеда I стало завоевание лояльности различных малоазийских эмиратов, которые поддерживали его в военном отношении, но не желали отказываться от независимости, приобретённой в результате победы Тамерлана в 1402 году. Особенно решительное сопротивление Мехмед встретил со стороны Карамана и эмира Айдына. Крепость эмира Айдына в конечном итоге была взята с помощью союзников, включавших генуэзцев Хиоса, Лесбоса, Фочи и рыцарей-госпитальеров с острова Родос.
В течение пары лет султан Мехмед в значительной степени вернул бывшие османские владения в Малой Азии, и император Мануил обнаружил, что его позиции настолько же ослабели. В последней отчаянной попытке поддержать разногласия внутри османского дома он отправил содержавшегося у него Орхана (внука Баязида) в Валахию, однако Мехмед победил своих противников, и когда Орхан и эмир Айдына бежали в Фессалоники, византийский император был вынужден обязаться держать их в заключении в течение всей жизни Мехмеда.
Подавив восстание шейха Бедреддина, Мехмед вернулся в Малую Азию, чтобы вновь попытаться завладеть государством Караманидов. Но Караман признал вассальную зависимость от могущественных мамлюков, и Мехмеду пришлось отступить. Тем не менее он сумел присоединить владения Исфендиярогуллары на севере центральной Малой Азии, и заставил Мирчу Валашского платить ему дань.

## Правление Мурада II
Мураду II пришлось побороться с несколькими претендентами прежде, чем он смог утвердиться на престоле, а затем ему, как и отцу, пришлось долго восстанавливать государство. Тем временем обострились отношения с Венецией, которой Византия передала Фессалоники. Предвидя возможность нового антиосманского союза, в 1425 году Мурад атаковал Сербию, а в 1426 — Валахию, поставив крест на любых надеждах Венеции на помощь от этих государств. После смерти османского вассала, сербского правителя Стефана Лазаревича венгры захватили Белград, а османы — Голубеч, в результате чего венгерские и османские границы сблизились. Взяв в 1430 году Фессалоники, Мурад заключил соглашение с Венецией. В 1431 году Мурад выдвинулся с войсками, чтобы противостоять претензиям Венгрии в Албании.
Увидев в том, что османы так глубоко увязли на Балканах, благоприятное стечение обстоятельств, эмир Карамана Ибрагим-бей напал на их территории в Малой Азии. Несколько лет борьбы принесли Мураду некоторые завоевания на западе государства Караман.
В 1441 году к союзу противников Османской империи, первоначально включавшему Венгрию, Сербию и Караман, присоединились немецкие, польские и албанские силы. В 1441—1444 годах войска крестоносцев под командованием воеводы Трансильвании Янош Хуньяди вели успешную кампанию против турок — в 1443 году христиане захватили Ниш и Софию, а в 1444 году нанесли туркам чувствительное поражение. 12 июня 1444 года в Эдирне Мурад подписал с венгерским королём Владиславом III мирный договор, по которому турки признавали независимость пограничных с Венгрией сербских земель. В то же время Мурад передал трон своему 12-летнему сыну Мехмеду, решив отойти от государственных дел. Воспользовавшись ослаблением власти в Османской империи венгры нарушили мир и вторглись в Болгарию. Мурад, возглавив армию по просьбе сына, благодаря помощи генуэзцев перебросил большие силы из Азии в Румелию и наголову разбил христианское войско под предводительством Хуньяди под Варной.
Восстание янычар и появление Георга Кастриота Скандербега в Албании принудили Мурада в 1446 году вернуться на турецкий престол. Вскоре турки захватили Морею и начали наступление в Албании. В октябре 1448 года состоялась битва на Косовом поле, в которой 50-тысячное османское войско противостояло крестоносцам под командованием Хуньяди. Ожесточённое трёхдневное сражение закончилось полной победой Мурада и решило судьбу балканских народов — на несколько веков они оказались под властью турок. В 1449 и 1450 годах Мурад совершил два похода на Албанию, которые не принесли значительных успехов.

## Правление Мехмеда II: завоевание Константинополя
После смерти отца в 1451 году Мехмед II убил единственного оставшегося в живых брата и занялся укреплением границ: продлил договор своего отца с сербским деспотом Георгием Бранковичем, заключил трёхлетнее соглашение с Яношем Хуньяди, подтвердил соглашение с Венецией от 1446 года, провёл кампанию против Карамана, не дав эмиру последнего поддержать претендентов на власть над территориями в Малой Азии, не так давно вошедшими в состав государства османов.
В 1451—1452 годах Мехмед II построил в самом узком месте Босфора на европейском берегу крепость Богаз-кесен. Как только было завершено строительство крепости, султан вернулся в Эдирне чтобы присмотреть за последними приготовлениями к осаде, а затем со 80-тысячным войском выступил на Константинополь. 5 апреля город был осаждён, а 29 мая 1453 года пал. Константинополь стал новой столицей, ознаменовав этим новый этап в истории Османской империи.

## Легенда об основании империи
Согласно легенде, описанной в источниках конца XV века, Османская империя явилась своему основателю во сне примерно в 1299 году.